# Chlorogomphus yoshihiroi
Chlorogomphus yoshihiroi är en trollsländeart som beskrevs av Karube 1994. Chlorogomphus yoshihiroi ingår i släktet Chlorogomphus och familjen kungstrollsländor. Inga underarter finns listade i Catalogue of Life.